# Perus kultur
Perus kultur er formet af forholdene mellem spanske og indfødte kulturer. Den etniske variatet i Peru tilladte diverse traditioner og skikke at eksistere sammen. Peru har gennemgået adskillige intellektuelle stadier – fra kolonial tid til europæisk romantik efter uafhængigheden. Det tidlige 20. århundrede bragte "indigenismo", udtrykkede viden om den indfødte kultur. Siden 2. verdenskrig har peruvianske forfattere og kunstnere som César Vallejo og José María Arguedas i intelektuelle og kunstneriske bevægelser. Maden er blevet påvirket af afrikansk, arabisk, italiensk, kinesisk og japansk madlavning. Den peruvianske musik har haft indflydelse fra andiske, spanske og afrikanske rødder.

## Kunst
Peruvianske kunstneriske traditioner dateres tilbage til forarbejdede lervarer, tekstiler, smykker og skulpturer af Inkarigets kulturer. Inkaerne opretholdte disse og lavede arkitetoniske værker, inkluderet konstruktionen af Machu Picchu. Barok dominerede kolonial kunst, som dog blev modificeret af indfødte traditioner. Gennem denne periode, fokuserede det meste af kunsten på religiøse emner, æraens utallige kirker og malerierne af Cuzco-skolen er repræsentative. Kunst stagnerede efter uafhængigheden indtil opdukken af Indigenismo i starten af det 20. århundrede. Siden 1950'erne har peruviansk kunst været eklektisk og formet af både fremmed og lokal kunst.

## Mad
Peruviansk mad er en blanding af indfødt og spansk mad med stærk indflydelse fra afrikansk, arabisk, italiensk, kinesisk og japansk madlavning. Almindelige retter er anticuchos, ceviche, humitas og pachamanca. På grund af denne variatet af klima i Peru, er en lang række planter og dyr tilgængelige for madlavning. Peruviansk mad har i den senere tid fået hyldest for sin variation af ingredienser og teknikker. I 2011 blev det peruanske køkken anerkendt som "Cultural Heritage of the Americas for the World" af Organisationen af Amerikanske Stater. Langs den peruvianske kyst er der registreret mere end to tusinde fem hundrede forskellige typer supper, samt mere end 250 traditionelle desserter.

### Peruvianske retter
- Adobo de chancho: Svinekød, gurkemeje, knust hvidløg, eddike og salt.[18]
- Aguadito de mariscos: Risgryderet med grøntsager med skaldyr og nogle rejer.[19]
- Ají de gallina: En kyllingegryderet lavet med fløde, ost, aji (varm peber) og jordnødder.[20]
- Ceviche: Rå fiskefilet skåret i stykker og marineret i key lime juice, løg og aji limo.
- Aji de langostinos: Rejer i en brødkrumme og aji amarillo (hot peber) sauce, også grøn peber.[21]
- Anticuchos: Grillede brochetter af oksehjerte, macereret i eddike og aji panca (varm peber).[22][23]
- Caldo de carachama: Tyk suppe lavet af carachama fisk, med bananer og koriander.[24]
- Humitas: Mos majs fyldt med krydret oksekød eller ost, pakket ind i majs shucks og dampet.[25]
- Carapulcra: Kogte dehydrerede kartofler lavet til en gryderet med svinekød og kylling, aji panca og mirasol (varm peber), hvidløg og andre krydderier.[26]
- Pachamanca: Et udvalg af kød, kartofler, limabønner og humitas tilberedt i præ-spansktalende stil (på varme sten begravet i jorden) og krydret med aromatiske urter.[27]
- Chicharron con mote: Flæskesvær stegt i sit eget fedt og ledsaget af majs.

## Musik
Peruviansk musik har andiske, spanske og afrikanske rødder. Tidligere varierede musikalske udtryk fra region til region, quena'en og tinya'en var to almindelige musikinstrumenter. Den spanske erobring bragte introduktionen af nye musikinstrumenter med sig som guitaren og harpen, såvel som udviklingen af musikinstrumenter som charango'en. Afrikanske bidrag til peruviansk musik er rytmer og cajón'en, et slaginstrument. Peruviansk folkedans består af marinera, tondero, danza de tijeras og huayno.

## Sport
Sport i Peru er en fremtrædende faktor i det peruvianske samfund. Sport i Peru er opdelt i flere sportsforbund (et for hver sportsudøvelse), som er under opsyn af den højeste statslige enhed til at regulere dens praksis, Peruvianske Sportsinstitut. Denne institution er ansvarlig for at modtage det budget, som centralregeringen allokerer til området for at fordele det mellem alle de forbund og enheder, der er knyttet til sport.

### Idrætsudøvelse

#### Fodbold
Fodbold er den mest dyrkede og populære sport i landet. Det blev introduceret til landet af britiske immigranter, peruanere, der vendte tilbage fra de britiske øer, og af engelske sømænd, der ankom til havnen i Callao i slutningen af det 19. århundrede.

#### Volleyball
Volleyball blev introduceret i Peru i 1911, med ansættelsen af præsident Augusto B. Leguías regering af de amerikanske pædagoger Joseph Lockey og Joseph McKnight. Den 12. maj 1942 blev det peruvianske volleyball forbund stiftet.